# Karaoğlan, Mustafakemalpaşa
Karaoğlan là một xã thuộc huyện Mustafakemalpaşa, tỉnh Bursa, Thổ Nhĩ Kỳ. Dân số thời điểm năm 2011 là 1.021 người.